# جولی اسکات میثمی
جولی اسکات میثمی متولد سال ۱۹۳۷ میلادی، استاد بازنشسته زبان فارسی و پژوهشگر تاریخ و فرهنگ ایران در موسسه مطالعات شرقی آکسفورد بود.او از سال ۱۹۷۱ تا ۱۹۸۰ به تدریس ادبیات انگلیسی و ادبیات تطبیقی در دانشگاه تهران مشغول بود.  همچنین در تشکیل دوره کارشناسی ارشد ادبیات تطبیقی در این دانشگاه نقش داشت. جولی اسکات میثمی در سال ۱۹۸۵ به عنوان مدرس زبان فارسی در دانشگاه آکسفورد منصوب شد و تا زمان بازنشستگی در سال ۲۰۰۲ به تدریس درس‌های ادبیات فارسی و عربی پرداخت.
«شعر دربار ایرانی قرون وسطی» (انتشارات دانشگاه پرینستون، ۱۹۸۷)، «دایره‌المعارف ادبیات عربی» (ویرایش مشترک با پل استارکی، راتلج، ۱۹۹۸)، «تاریخ‌نگاری فارسی تا پایان قرن دوازدهم» (انتشارات دانشگاه ادینبورگ، ۱۹۹۹) و «ساختار و معنا در شعر عربی و فارسی قرون وسطی: مروارید مشرق‌زمین» (راتلج، ۲۰۰۳) از جمله کتاب‌های این چهره فرهنگی هستند. همچنین  ترجمه‌ «نظامی، هفت پیکر: عاشقانه ایرانی قرون وسطایی» (انتشارات دانشگاه آکسفورد، ۱۹۹۵) در کارنامه او به چشم می‌خورد.
کتاب «تاریخ‌نگاری فارسی» او توسط  محمد دهقانی ترجمه شده است. ترجمه دیگری از این کتاب هم توسط مهدی فرهانی منفرد ارائه شده است.

## درگذشت
جولی اسکات میثمی در ۹ اکتبر ۲۰۲۱ (۱۷ مهرماه ۱۴۰۰ ) در ۸۴ سالگی در کالیفرنیا از دنیا رفت.